# 1830m
Albums de AKB48
Koko ni Ita Koto
(2011) Tsugi no Ashiato
(2014)
Singles
1. Sakura no ki ni Narō
Sortie : 16 février 2011
2. Everyday, Katyusha
Sortie : 25 mai 2011
3. Flying Get
Sortie : 24 août 2011
4. Kaze wa Fuiteiru
Sortie : 26 octobre 2011
5. Ue Kara Mariko
Sortie : 7 décembre 2011
6. Give Me Five
Sortie : 15 février 2012

1830m ("Sen Happyaku Sanjū Mētoru" ; traduction: "Mille huit-cent trente mètres") est le quatrième album studio et Deuxième original du groupe féminin japonais AKB48.

## Présentation
L'opus sort 15 août 2012 sous le label King Records au Japon, il atteint la 1re place des classements de l'Oricon et reste à cette position pendant deux semaines. Il se vent au total de 1,029,954 exemplaires durant 2012 et devient le 3e album de l'année.
Il contient cinq titres sortis en singles en 2011 (Ue Kara Mariko, Everyday Katyusha, Flying Get, Kaze wa Fuiteiru, Sakura No Ki Ni Narō) et un en 2012 (Give Me Five), sur le premier disque. Le deuxième disque contient de nouvelles chansons du groupe.
Il est publié en deux éditions: l'édition régulière dans une boîte spéciale avec un photobook de 48 pages, un DVD bonus et une photo au hasard, tandis que l'édition de théâtre est livré avec 14 couvertures de rechange, un billet d'événement de prise de contact et une photo d'un membre de AKB48, de SKE48, de NMB48 et/ou de HKT48 choisi au hasard.
Il s'agit aussi du dernier album du groupe avec Atsuko Maeda, alors la membre la plus populaire, et avec quelques autres membres comme Mariko Shinoda, Tomomi Itano, Sayaka Akimoto, Tomomi Kasai et encore d'autres.

## Listes des titres
| 1.  | First Rabbit (ファースト・ラビット)            | Team A         | 4:48 |
| 2.  | Ōgon Center (黄金センター)                     |                | 3:51 |
| 3.  | Miniskirt no Yōsei (ミニスカートの妖精)        |                | 4:00 |
| 4.  | Ue Kara Mariko (上からマリコ)                  | Team A et K    | 4:40 |
| 5.  | Anti (アンチ)                                  | Team Kenkyūsei | 4:10 |
| 6.  | Lemon no Toshigoro (檸檬の年頃)                |                | 4:00 |
| 7.  | Renai Sousenkyo (恋愛総選挙)                   |                | 3:31 |
| 8.  | Yasai Uranai (野菜占い)                        | Yasai Sisters  | 3:51 |
| 9.  | Everyday, Katyusha (Everyday、カチューシャ)    | AKB48 & NMB48  | 5:13 |
| 10. | Hashire! Penguin (走れ!ペンギン)               | Team 4         | 4:03 |
| 11. | Romance Kakurenbo (ロマンスかくれんぼ)         |                | 3:25 |
| 12. | Tsubomitachi (蕾たち)                          |                | 3:43 |
| 13. | Jung ya Freud no Baai (ユングやフロイトの場合) |                | 4:29 |
| 14. | Flying Get (フライングゲット)                  |                | 4:15 |
| 15. | Kaze wa Fuiteiru (風は吹いている)              |                | 3:42 |
| 16. | Sakura no ki ni Narō (桜の木になろう)          |                | 5:31 |
| 17. | Give Me Five (GIVE ME FIVE)                    |                | 5:02 |

| 1.  | Hate                                                                    | Team A                                     | 3:06 |
| 2.  | Plastic no Kuchibiru (プラスティックの唇)                               | Mariko Shinoda                             | 4:09 |
| 3.  | Omoide no Hotondo (思い出のほとんど)                                    | Minami Takahashi & Atsuko Maeda            | 6:42 |
| 4.  | Iede no Yoru (家出の夜)                                                 | Team K                                     | 4:51 |
| 5.  | Scandalous ni Ikō (スキャンダラスに行こう)                              | Haruna Kojima & Yuko Oshima                | 3:24 |
| 6.  | Nō Kan (ノーカン)                                                       | Team B                                     | 4:19 |
| 7.  | Abogado Ja Nē Shi... (アボガドじゃね〜し･･･)                            | Mayu Watanabe & Rino Sashihara             |      |
| 8.  | Chokkaku Sunshine (直角Sunshine)                                        | Team 4                                     | 4:00 |
| 9.  | Bokutachi wa Ima Hanashiau Beki Nan Da (僕たちは 今 話し合うべきなんだ) | Tomomi Itano & Yuki Kashiwagi              |      |
| 10. | Sakuranbo to Kodoku (さくらんぼと孤独)                                  | Team Kenkyūsei                             | 4:39 |
| 11. | Daiji na Jikan (大事な時間)                                             |                                            |      |
| 12. | Itsuka Mita Umi no Soko (いつか見た海の底)                              |                                            | 3:56 |
| 13. | Gū Gū Onaka (ぐ〜ぐ〜おなか)                                            |                                            | 4:00 |
| 14. | Yasashisa no Chizu (やさしさの地図)                                     |                                            |      |
| 15. | Itterasshai (行ってらっしゃい)                                          |                                            | 5:27 |
| 16. | Aozora yo Sabishiku Nai Ka? (青空よ 寂しくないか?)                      |                                            |      |
| 17. | Sakura no Hanabiratachi (桜の花びら)                                    | Atsuko Maeda (reprise du 1er single indie) |      |